# Let It Snow: Three Holiday Romances
Let It Snow: Three Holiday Romances (Deixe a Neve Cair no Brasil, Quando a Neve Cai em Portugal) é um livro compilação composto por três histórias distintas que se conectam. Foi lançado nos Estados Unidos em 2 de outubro de 2008 através da Speak, mas só chegou ao Brasil e a Portugal quase cinco anos depois. As histórias são: The Jubilee Express (O Expresso Jubileu / O Expresso Jubilee) por Maureen Johnson, A Cheertastic Christmas Miracle (O Milagre da Torcida de Natal / Um Milagre de Natal Fantabulástico) por John Green e The Patron Saint of Pigs (O Santo Padroeiro dos Porcos / O Santo Patrono dos Porcos) por Lauren Myracle. O livro segue três adolescentes diferentes enquanto experienciam uma grande nevasca na cidade de Gracetown, Carolina do Norte, durante a temporada do Natal.

## Enredo

### The Jubilee Express
A história segue a adolescente Jubilee Dougal (Jubileu no Brasil), que foi forçada a passar a Véspera de Natal com os avós após seus pais serem presos por participarem de uma confusão por um conjunto de casas decorativas em miniatura chamada Flobie Santa Village, uma das peças tendo seu mesmo nome. Durante a viagem de trem para casa de seus avós na Flórida Jubilee conhece Jeb, que está tentando ligar para sua namorada em casa, mas não consegue encontrar sinal de telefone. Ela também encontra um grupo de líderes de torcida, mas tenta afastar-se, pois elas a irritam. Ela fica ainda mais irritada e exacerbada após o trem ficar preso em uma grande nevasca na véspera de Natal. Ao tentar ligar para seu namorado, Noah, Jubilee conhece Stuart, um adolescente companheiro e empregado da Target. Depois de conversarem por um tempo, ele a convida para passar o Natal com ele e sua família. Jubilee concorda e é acolhida na casa da família dele. A mãe de Stuart comenta que não o via tão feliz desde que ele descobriu que sua namorada estava traindo-o. Enquanto isso, Jubilee continua a contar a Stuart como Noah é maravilhoso, só para perceber que Noah não ligou em momento algum. Ela liga para Noah e o confronta. Quando Noah não consegue responder sobre o porquê de ele não poder pelo menos mostrar alguma preocupação, ela termina com ele. Afinal, Noah não era o namorado perfeito de que Jubilee falara. Stuart chega para confortar Jubilee e os dois se beijam. Sentindo-se culpada, Jubilee tenta fugir escondida, mas é descoberta por Stuart, que diz a ela que tudo ficará bem e para ela não deixar Noah dominá-la. O telefone de Jubilee toca com uma chamada de Noah, mas ela joga o telefone na neve e beija Stuart, após isso os dois caminham de volta para casa juntos.

### A Cheertastic Christmas Miracle
A história segue um garoto, Tobin, e seus amigos, Duke (uma menina moleca, cujo verdadeiro nome é Angie) e JP, que estão assistindo filmes na casa de Tobin, enquanto seus pais estão fora da cidade. Eles são atraídos para uma Waffle House por uma chamada de telefone de seu amigo Keun, que lhes diz que um grupo de líderes de torcida entrou a loja e estão fazendo seus exercícios, e querendo jogar Twister. Pensando que ir ao restaurante com o jogo seria um desperdício de tempo, Duke, inicialmente, fica relutante em ir, mas é convencida por Tobin, que diz a ela que haverá batata assada. No caminho para a Waffle House, o carro do trio se choca contra um banco de neve perto do restaurante, e perde um pneu. Eles decidem deixar o carro, a quem deram o nome de Carla, e andar o resto do caminho até a Waffle House. Eles logo encontram os gêmeos Timmy e Tommy Reston em seu Ford Mustang, que também foram convidados para a Waffle House por um amigo de Keun. Um breve mal-entendido irrompe entre eles. Tommy então dirige seu carro em direção à Waffle House, mas bate no acostamento, derrapando na neve da estrada. Os gêmeos Reston tentam perseguir o trio a pé, mas JP os retarda. Assim que escapam dos gêmeos, o trio percebe que esqueceu o Twister em Carla e devem voltar para buscá-lo. Quando retornam para pegar o jogo, eles encontram os gêmeos novamente, desta vez dentro de seu carro. Ocorre mais uma perseguição em alta velocidade por toda a cidade, separa Duke, Tobin e JP. Todos eles fecham-se sobre a Waffle House, onde JP milagrosamente entrou e trancou a porta. Ele impede a entrada de gêmeos, mas permite a passagem de Duke e Tobin. Uma vez dentro, eles veem outro personagem, Jeb, que ainda está tentando encontrar a sua namorada. Ele pergunta-lhes se conhecem uma garota chamada Addie, e Tobin diz que não. Jeb então pede-lhes que se eles virem-na, por favor lhe falar que ele atrasou-se, dizendo que ela vai saber o que isso significa. Tobin tenta ter uma conversa com uma das líderes de torcida, mas percebe que Duke sumiu. Quando Tobin a encontra na calçada do lado de fora da Waffle House, Duke, claramente chateada e soluçando, expressa seus sentimentos para com Tobin, dizendo que está com ciúmes de Tobin interagindo de forma diferente com as líderes de torcida e tratando-a como um homem. Sentindo uma pontada de culpa, Tobin confessa a Duke seus verdadeiros sentimentos por ela e os dois se bejam. Eles se tornam um casal e cada um descobre que se amam.